# 折腰麻雀
《折腰麻雀》是《宇治拾遺物語》裡（四十八「麻雀報恩的故事」卷三之十六）的童話故事。

## 故事概要
很久很久以前，在某地方住著一位很善良的老奶奶。有一天，老奶奶幫助一隻腰被折傷的麻雀，並以水和米細心的照料牠。有一天，麻雀的傷治好了，並且很有精神的可以任意飛行，她就飛走了。過了一段時間，當麻雀再次拜訪老奶奶住的地方時，為了感謝老奶奶照顧牠，並給她一顆種子作為謝禮。
老奶奶將那個種子埋在院子裡，不久之就發芽長了出來，最後長出了很多很多的葫蘆。老奶奶把葫蘆的前端弄乾，結果葫蘆裡源源不斷變出米還有金銀財寶。葫蘆裡變出的米是用之不盡的，原本老奶奶對吃的方面都有困難，但是因為這樣她就變的富有了。
這件事情被隔壁的很貪婪的老奶奶看到了，打算尋找受傷的麻雀，並仿效最初的老奶奶，但是怎麼樣她就是找不到，因此為了使自己也能富有，邪惡的老奶奶就故意撒米，等待麻雀來吃的時候，用石頭把麻雀給砸傷。並將受傷的麻雀帶回家，並早晚照顧牠，不久就把牠給放掉了。
過了一段時間，那隻麻雀帶來一顆種子。老奶奶立刻把那種子給種下，不久發芽也長出了葫蘆來。老奶奶把採收的葫蘆暫時收著，不過因為採收後的葫蘆什麼東西都沒有變出來，於是老奶奶只好用斧頭把葫蘆給剁開。結果從裡面跑出毒蟲還有一些亂七八糟的蟲子襲擊老奶奶，將邪惡的老奶奶給殺死了。

## 相關項目
- 剪舌麻雀